# Kadenahalli Dinne, Gudibanda
Kadenahalli Dinne là một làng thuộc tehsil Gudibanda, huyện Kolar, bang Karnataka, Ấn Độ.